# セパレートハンドル
セパレートハンドルとはオートバイのハンドル形式の一つで、左右のハンドルが独立した部品で構成され、それぞれがフロントフォークを締め付ける環状の取付金具で固定される。フロントフォークを締め付けて固定(clip on)することから、英語圏では"clip-ons"と呼ばれる。

## 概要
日本で一般的なセパレートハンドルという名称は、英語で「分かれた」という意味を表す形容詞の"separate"に由来し、略して「セパハン」とも呼ばれる。これに対して、左右が一本につながっているハンドルは、日本語では「バーハンドル」、英語圏では"one-peace handlebars"と呼ばれる。
セパレートハンドルはレース用のオートバイから採用されはじめ、公道用の車種にも採用されるようになった。レース用のオートバイは乗員の乗車姿勢を前傾姿勢にして前面投影面積を小さくし、空気抵抗を減らすためにハンドルの高さを低く作られる。セパレートハンドルはバーハンドルに比べると、ハンドル位置を低くしやすく、なおかつ軽量に作ることができるために採用された。一方、ツーリングなどで長時間走行する用途においては、適切な乗車フォームを取らない場合、前傾姿勢によって腕や背中、首が疲れやすくなることがある。
セパレートハンドル方式を採用した日本製のオートバイは、1980年代前半頃からオンロードスポーツやレーサーレプリカタイプを中心に現れ始め、現在ではスーパースポーツ、ツアラーなど大半のロードスポーツタイプのオートバイで採用されている。

時代的背景として、1970年代の日本では暴走族対策の一環として公道用のバイクにセパレートハンドルを取り付けて型式認定を取ることが事実上不可能で、セパハンに改造することは違法行為として頻繁に取り締まりが行われていた。登録認可が取れないため、1982年に国内向けに発売されたスズキGSX750カタナは輸出仕様のクリップオンハンドルと異なり、大きく上にせり出したアップハンドルを装備していたという事例がある。そのスタイリングは「耕耘機」と呼ばれてライダー達から揶揄された。これに不満を持ったファンが輸出仕様のクリップオンハンドルに交換し、それを警察が狙い打ちにして摘発するといった事例が多発した。これは俗に「カタナ狩り」と呼ばれた。